# Axonopus andinus
Axonopus andinus är en gräsart som beskrevs av George Alexander Black. Axonopus andinus ingår i släktet Axonopus och familjen gräs.
Artens utbredningsområde är Bolivia. Inga underarter finns listade i Catalogue of Life.